# Ligne d'Auneau-Ville à Dreux
La ligne d'Auneau-Ville à Dreux est une ancienne ligne du réseau ferré national français. Elle reliait Auneau à Dreux en passant par Gallardon, Maintenon et Nogent-le-Roi, dans le département d'Eure-et-Loir.

## Histoire
La ligne, constituée d'une section d'Auneau à Maintenon et d'une autre de Maintenon à Dreux, est concédée par une convention signée le 20 mars 1870 entre le préfet d'Eure-et-Loir et la Compagnie du chemin de fer d'Orléans à Rouen. Cette convention est approuvée par un arrêté du président du conseil le 31 juillet 1871.
La ligne est incorporée dans le réseau d'intérêt général par une loi du 31 juillet 1879.
La ligne est concédée à titre définitif par l'État à la Compagnie des chemins de fer de l'Ouest (OUEST) par une convention signée entre le ministre des Travaux publics et la compagnie le 17 juillet 1883. Cette convention est approuvée par une loi le 20 novembre suivant.
La ligne a été ouverte en deux phases :
- de Maintenon à Dreux, le 21 août 1887 ;
- de Auneau-Ville à Maintenon, le 3 avril 1892.

La ligne a été fermée au trafic voyageurs en deux étapes :
- de Auneau-Ville à Maintenon, le 7 novembre 1938 ;
- de Maintenon à Dreux, le 20 mai 1940.

La ligne a été fermée au trafic fret en quatre étapes :
- de Villemeux à Dreux, le 18 mai 1952 ;
- de Nogent-le-Roi à Villemeux, le 3 avril 1972 ;
- de Maintenon à Nogent-le-Roi, le 1er mai 1989 ;
- de Auneau-Ville à Maintenon.

La ligne a été déclassée en cinq temps :
- d'Auneau-Ville à Gallardon (PK 2,200 à 10,960), le 12 novembre 1954[4] ;
- de Gallardon à Maintenon (PK 11,776 à 21,137), le 12 novembre 1954[4] ;
- de Villemeux à Écluzelles (PK 38,300 à 42,900), le 24 mai 1960[5] ;
- d'Écluzelles à Dreux (PK 42,900 à 47,650), le 26 juillet 1969[6] ;
- de Nogent-le-Roi à Villemeux (PK 32,694 à 38,300), le 24 février 1975[7] ;
- de Maintenon à Nogent-le-Roi (PK 22,790 à 32,694), le 17 octobre 1994[8].

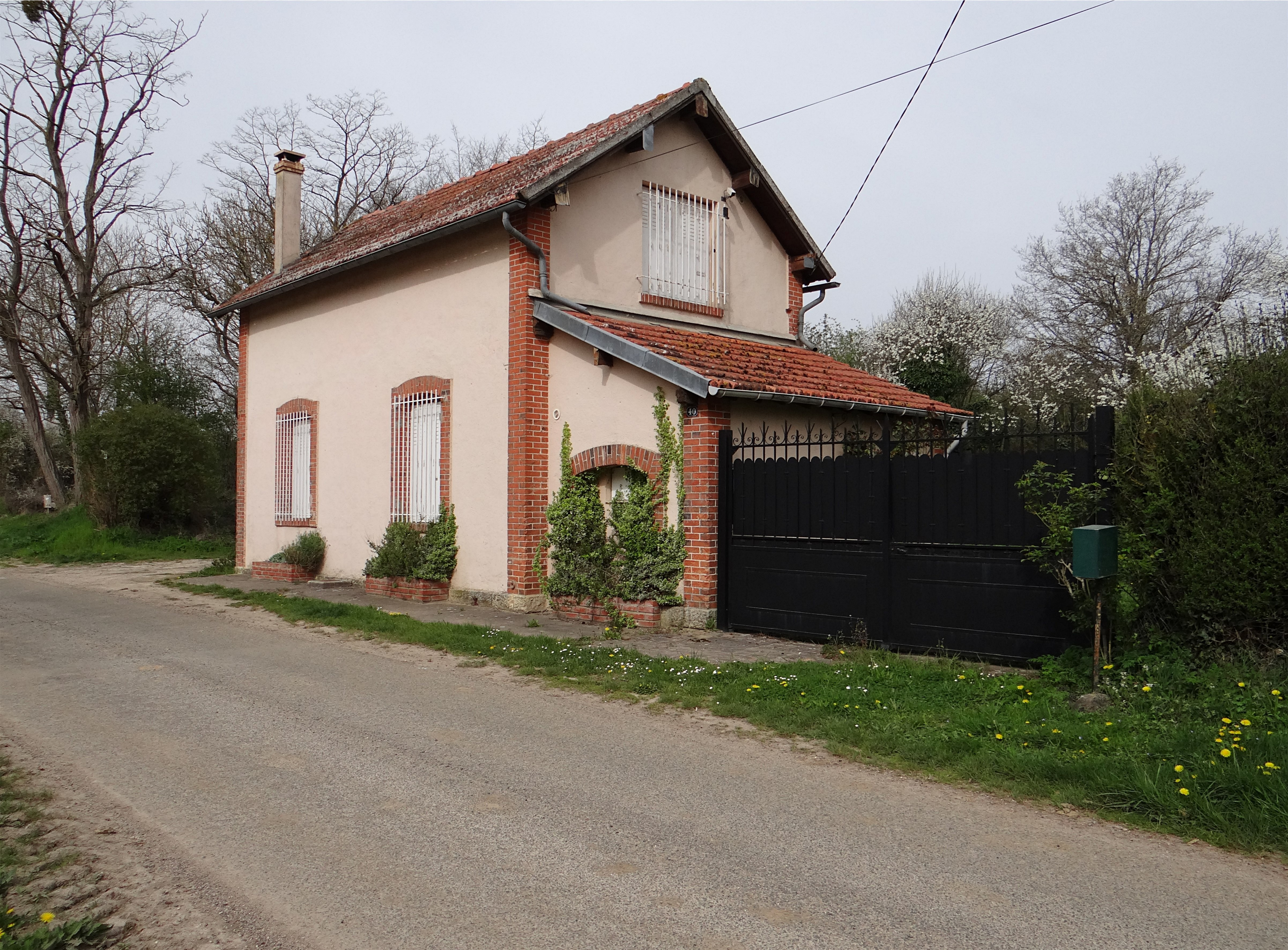
Ancienne gare au Gué-de-Longroi
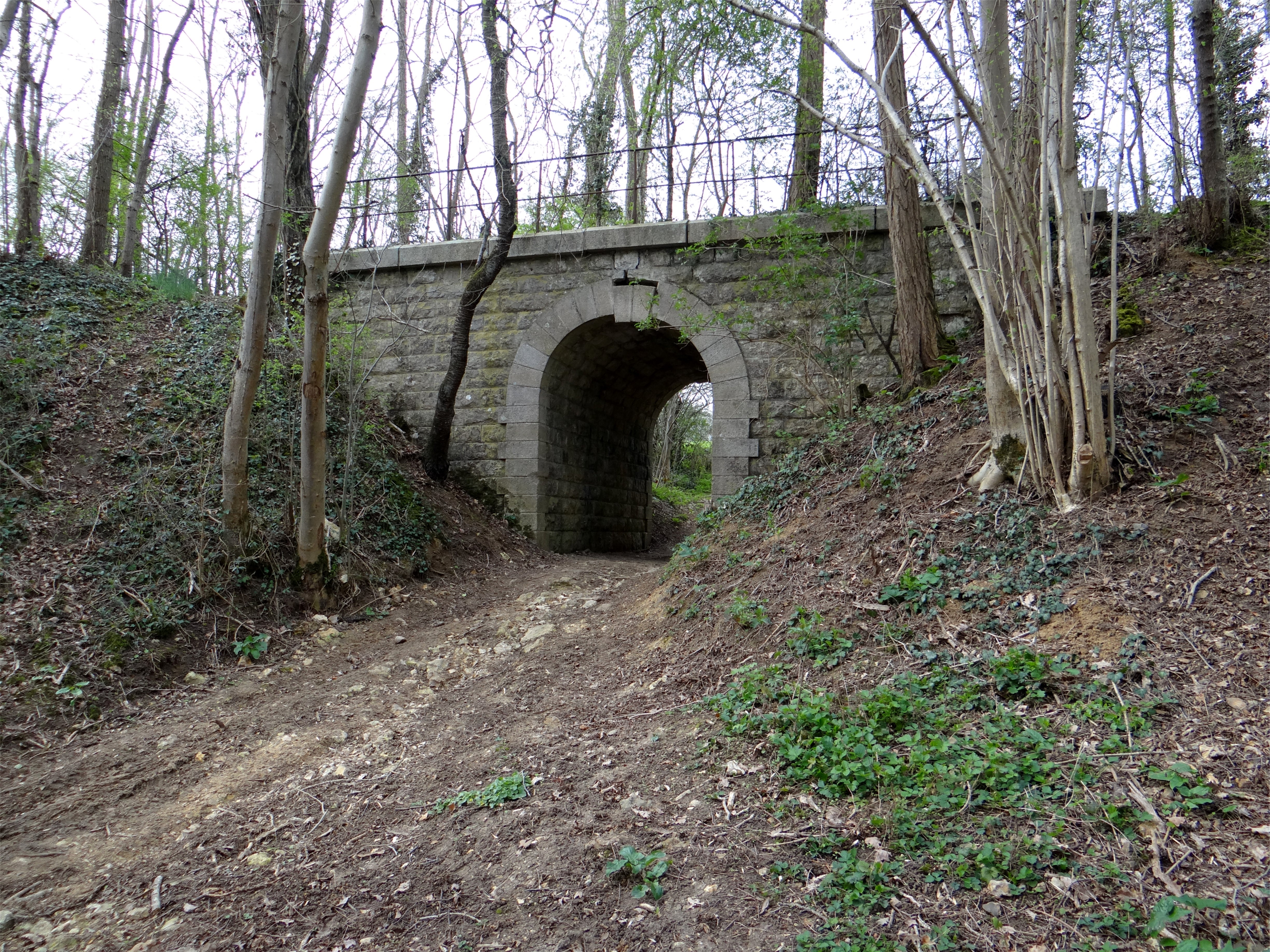
Pont à Le Gué-de-Longroi, près de la route D331.6
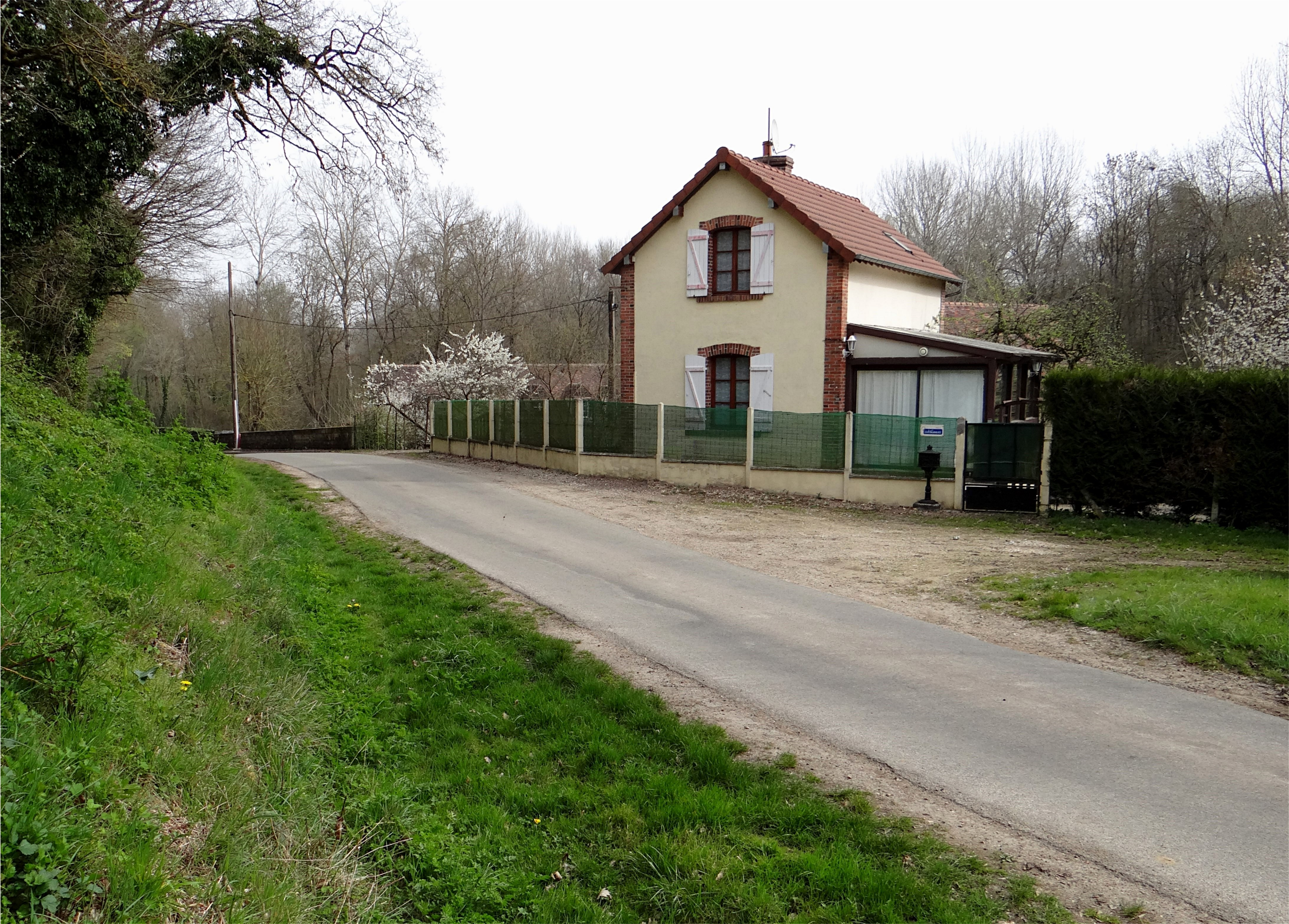
Ancienne gare de Oinville-Levainville sur la commune de  Oinville-sous-Auneau
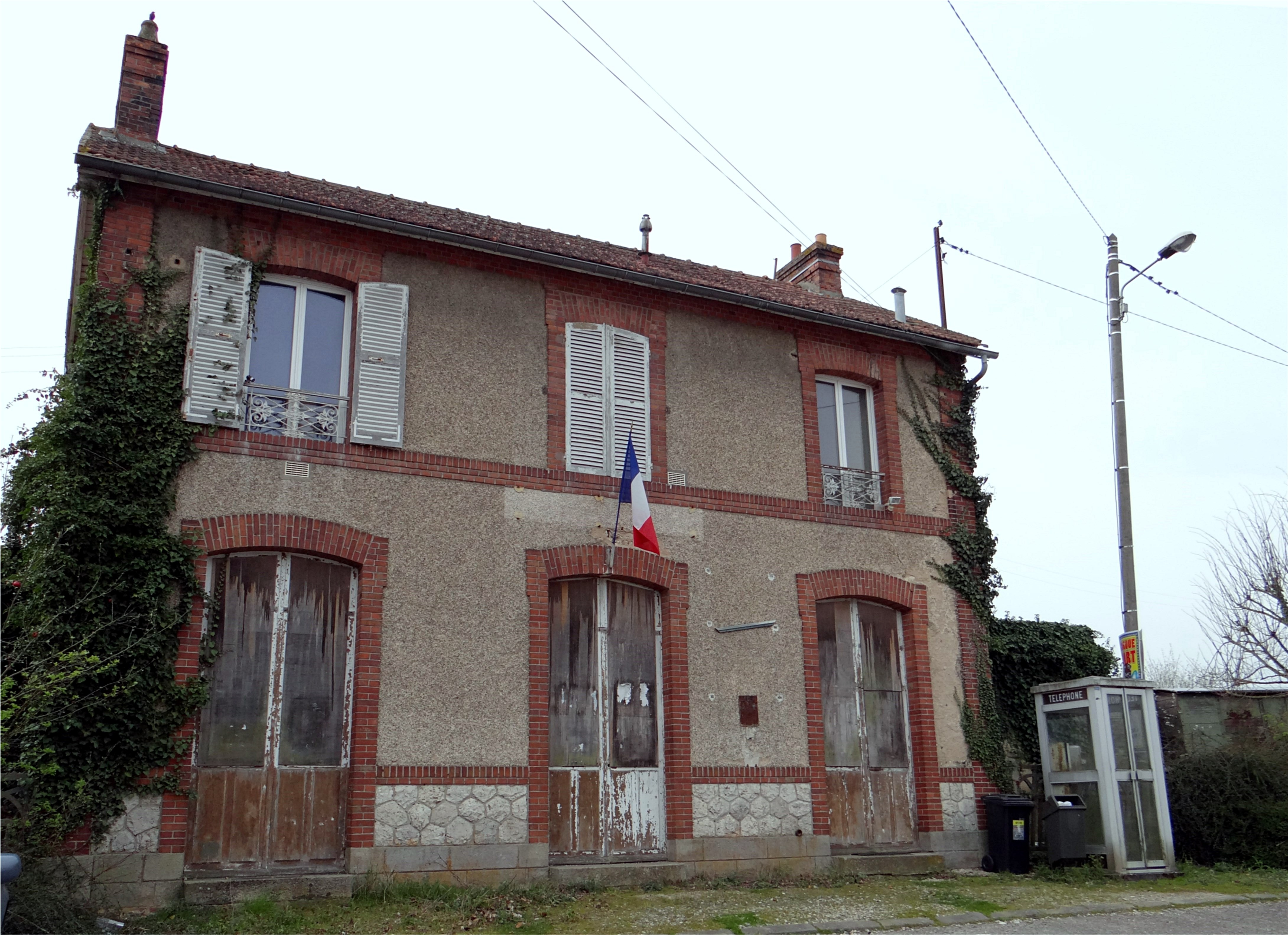
Façade de l'ancienne gare de Gallardon-Pont à Bailleau-Armenonville
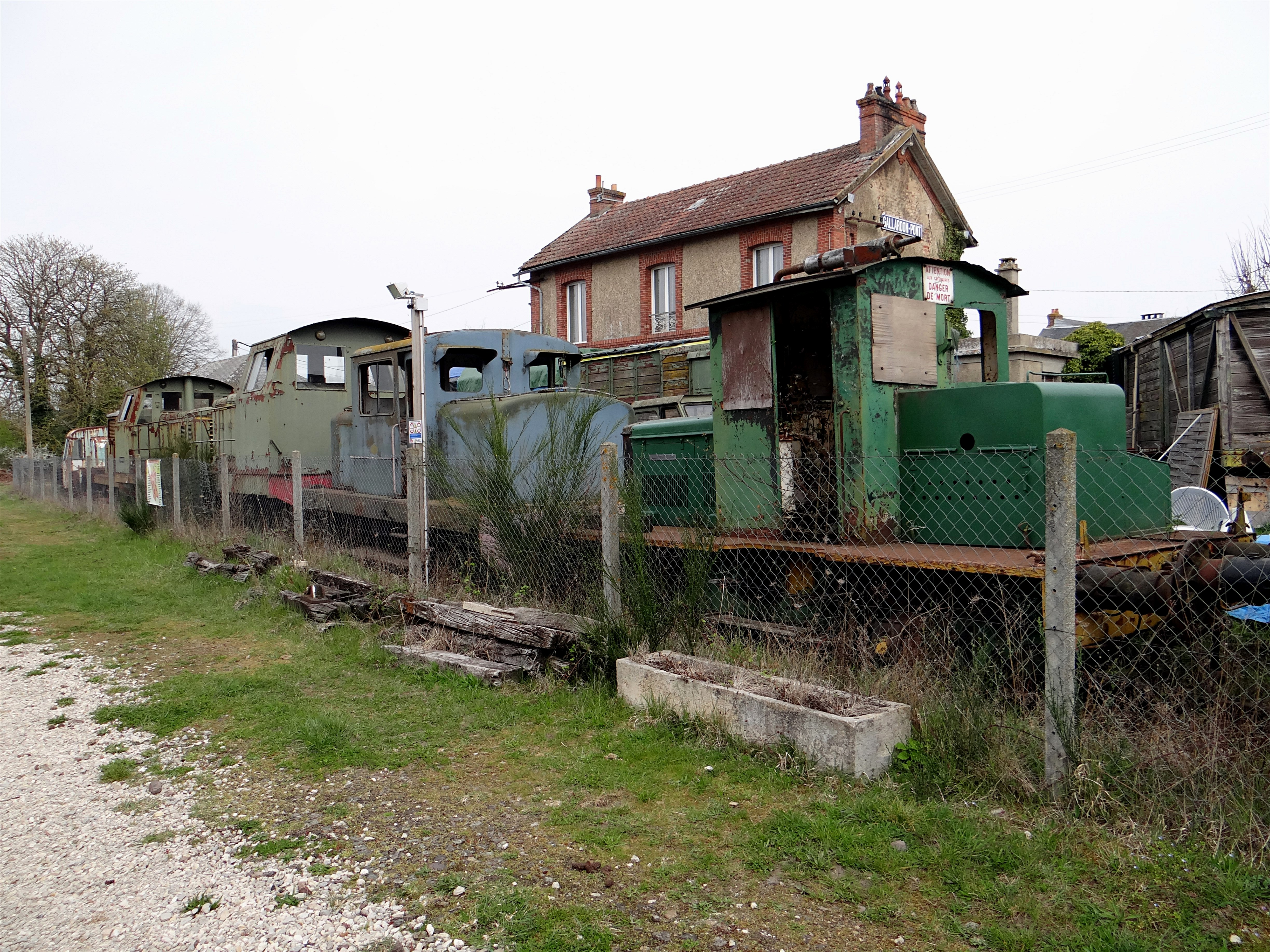
Arrière de l'ancienne gare de Gallardon-Pont à Bailleau-Armenonville